# Euthalia plateni
Euthalia plateni är en fjärilsart som beskrevs av Otto Staudinger 1886. Euthalia plateni ingår i släktet Euthalia och familjen praktfjärilar. Inga underarter finns listade i Catalogue of Life.